# Вундт, Вильгельм
Вильге́льм Максимилиа́н Вундт (нем. Wilhelm Maximilian Wundt; 16 августа 1832, Некарау, Королевство Вюртемберг — 31 августа 1920, Лейпциг, Германия) — немецкий врач, физиолог, психолог и лингвист. Специализировался в области экспериментальной психологии и считается её основателем. Менее известен как основная фигура в социальной психологии, однако, последние годы жизни Вундта прошли под знаком психологии народов (нем. Völkerpsychologie), которую он понимал как учение о социальной основе высшей ментальной деятельности.

## Биография

### Ранние годы
Родился 16 августа 1832 года в Некарау (ныне в составе Мангейма), в семье лютеранского пастора.
После окончания средней школы, в течение 1851—1856 годов учился в Тюбингенском, Берлинском и Гейдельбергском университетах. На последнем году учёбы в Гейдельберге Вундт был практически при смерти от серьёзного заболевания. После получения диплома по медицине в Гейдельберге Вундт короткое время занимался у Иоганна Мюллера, а затем, 1858—1864 годах, был ассистентом выдающегося физика и физиолога Германа фон Гельмгольца. В это время он написал сочинение «Статьи по теории чувственного восприятия» (1858—1862), а также женился на Софи Мау. В 1864 году он получил должность доцента Гейдельбергского университета.
В этот период Вундт начал читать первый в мире курс по научной психологии, постоянно подчёркивая в нём использование экспериментальных методов, взятых из естественных наук. В своём курсе он подчёркивал физиологическую связь между мозгом и разумом. Знания и опыт Вундта в физиологии имели огромное значение для становления новой науки — психологии. Его лекции были опубликованы в виде книги Лекции о разуме человека и животных в 1863 году. С этого времени он начал работу, которая привела его к публикации в 1874 году одной из самых важных работ в истории психологии, книги «Принципы физиологической психологии». Принципы строят психологию как исследование непосредственного опыта сознания, включая чувства, эмоции, волевые акты и идеи, с помощью метода интроспекции, или самонаблюдения.

### Годы в Лейпциге
В 1875 году Вундт стал ординарным профессором философии в Лейпцигском университете, а через четыре года основал первую в мире психологическую лабораторию, в скором времени преобразованную в институт экспериментальной психологии. Позже ученики Вундта основали психологические лаборатории в Университете Пенсильвании, Колумбийском университете и других.
Вундт жил в Лейпциге до самой смерти и был научным руководителем у 186 студентов, защитивших докторские диссертации по различным научным дисциплинам. В числе его учеников был Иван Павлов и Константин Рэдулеску-Мотру.
В последние годы жизни Вундт фокусировался на социальной и культурной психологии, и до самой смерти писал фундаментальный 10-томный труд «Психологию народов».
Научное наследие Вундта колоссально по объёму и составляет около 54000 страниц в виде книг и статей. Некоторые особо выдающиеся его работы: Лекции о психологии человека и животных, Эссе, Этика: исследование фактов и законов моральной жизни, Гипнотизм и внушение (1892) и Введение в психологию.

## Концепции Вундта в психологии
Вундт пытался понять человеческий разум, изучая составные части человеческого сознания так же, как при изучении сложного химического вещества его разбивают на составные элементы. Таким образом, Вундт представлял психологию наукой, схожей с физикой и химией, в которой сознание есть набор разделяемых и опознаваемых частей. Эти идеи Вундта были развиты Эдвардом Титченером, бывшим одно время студентом Вундта. Титченер развил систему Вундта, его идеи легли в основу концепции структурализма в психологии. Структурализм не смог конкурировать в англо-американском научном сообществе с более естественным для американской науки функционализмом, созданным на основе идей Уильяма Джемса, и в настоящее время распространён, в основном, в европейской науке.
Хотя Вундт полагался в своих исследованиях на научный и физиологический методы, он часто использовал и метод интроспекции, который сегодня не рассматривается как научный, так как он не является эмпирическим и не дает воспроизводимые результаты.

## Наследие Вундта
Вильгельма Вундта часто называют одним из отцов современной психологии. Несколько его работ, например, «Принципы физиологической психологии», являются классическими и фундаментальными трудами в области психологии. Но, со временем, психологическая наука ушла далеко вперёд и влияние результатов Вундта на современные исследования ставится под сомнение многими экспертами.
Вундт работал в огромном количестве областей знания, он публиковал работы по философии, психологии, физике, физиологии. Необъятность его печатного наследия за продолжительную 65-летнюю научную карьеру такова, что даже трудно построить единую картину его деятельности. Несомненно, однако, Вундт был верным поклонником фундаментализма, неустанно работая над построением непротиворечивой и единой картины естественного мира, понимаемого с точки зрения атомизма.

## В астрономии
В честь Вильгельма Вундта назван астероид (635) Вундция, открытый в 1907 году.

## Переводы сочинений Вундта на русский язык
- Вундт В.  (недоступная ссылка) Введение в психологию = Einführung in die Psychologie. — М.: КомКнига, 2007. — 168 с. — (Из наследия мировой психологии). — ISBN 978-5-484-00794-3.
- Вундт В. Введение в философию. — СПб., 1903 — PDF. Архивировано 13 февраля 2012 года.
- Вундт В. Очерк психологии. — СПб., 1896 — PDF. Архивировано 13 февраля 2012 года.
- Вундт В. Проблемы психологии народов. — М.: Академический проект, 2010. — 136 с. — (Психологические технологии). — ISBN 978-5-8291-1284-4.
- Вундт В. Этика: Принципы нравственности. Области нравственной жизни. — Изд.2. — М.: Книжный дом «ЛИБРОКОМ», 2011. — 264 с. — (Из наследия мировой философской мысли: этика). — ISBN 978-5-397-01567-7.

## Награды
- Почетный доктор Лейпцигского университета и Гёттингенского университета;
- Кавалер орден Pour le Mérite;
- Почетный член 12 научных организациях и член-корреспондент 13 академий в Германии и за рубежом;
- Его именем были названы астероиды (635) Вундция и (11040) Вундт[12].

## Выход на пенсию и смерть
Вундт ушёл в отставку в 1917 году, чтобы посвятить себя научному труду. Согласно Вирту, летом 1920 года Вундт «почувствовал, что его жизненная сила убывает ... и вскоре после своего восемьдесят восьмого дня рождения он умер. Похоронен вместе со своей женой Софи на Южном кладбище в Лейпциге.